# 巴拉-杜科尔达
巴拉-杜科尔达是巴西马拉尼昂州的一个市镇。总面积7962.428平方公里，总人口79544人，人口密度10人/平方公里。